# 龍崎東寅
龍崎 東寅(りゅうざき とんいん、1998年12月29日 - )　は、日本の卓球選手。Tリーグの静岡ジェードに所属している。

## 経歴
新潟県出身。
新発田ジュニア卓球クラブ（新潟県新発田市）で中国プロコーチの経歴を持つ父の姚天明の影響で、5歳から卓球を始めた。
全日本卓球選手権大会のホープスの部・カブの部・バンビの部全てで優勝経験あり。
明治大学卒業後、三井住友海上火災保険株式会社に就職した。2024年4月からケアリッツ・テクノロジーズに入社。
2021年からTリーグの岡山リベッツに所属。
2023年からは静岡ジェードに所属。
2023〜2024年シーズンでは、森薗政崇と組んだダブルスでベストペア賞を受賞した。
2024年、ドクターヤン/THE EGGと契約。

## 主な戦績
2006年
- 全日本卓球選手権大会バンビの部 男子シングルス 優勝

2007年
- 全日本卓球選手権大会カブの部 男子シングルス 優勝

2010年
- 全日本卓球選手権大会ホープスの部 男子シングルス 優勝

2016年
- 世界ジュニア卓球選手権 男子ダブルス 準優勝（張本智和ペア）

2017年
- ユニバーシアード競技大会 男子団体 2位

2019年
- 全日本学生選抜卓球選手権大会 3位
- 東京卓球選手権大会 男子シングルス 優勝

2021年
- 全日本卓球選手権大会 ベスト8

2023年
・全日本卓球選手権大会 男子ダブルス 3位（三部航平ペア）
2024年
･全日本社会人卓球選手権大会 男子ダブルス 3位（渡辺裕介ペア）
・2024USオープン 男子ダブルス 優勝（沼村斉弥ペア）
2025年
・全日本卓球選手権大会 一般男子シングルス ベスト16

### Tリーグの成績
| シーズン | 所属チーム   | 背番号 | シングル | シングル | シングル | ダブルス | ダブルス | ダブルス |
| シーズン | 所属チーム   | 背番号 | 出場数   | 勝利数   | 敗戦数   | 出場数   | 勝利数   | 敗戦数   |
| -------- | ------------ | ------ | -------- | -------- | -------- | -------- | -------- | -------- |
| 2021-22  | 岡山リベッツ | #31    | 9        | 1        | 8        | 0        | 0        | 0        |
| 2023-24  | 静岡ジェード | #31    | 1        | 0        | 1        | 18       | 11       | 7        |
| 2024-25  | 静岡ジェード | #31    |          |          |          |          |          |          |